# Aartsbisdom Tarentaise

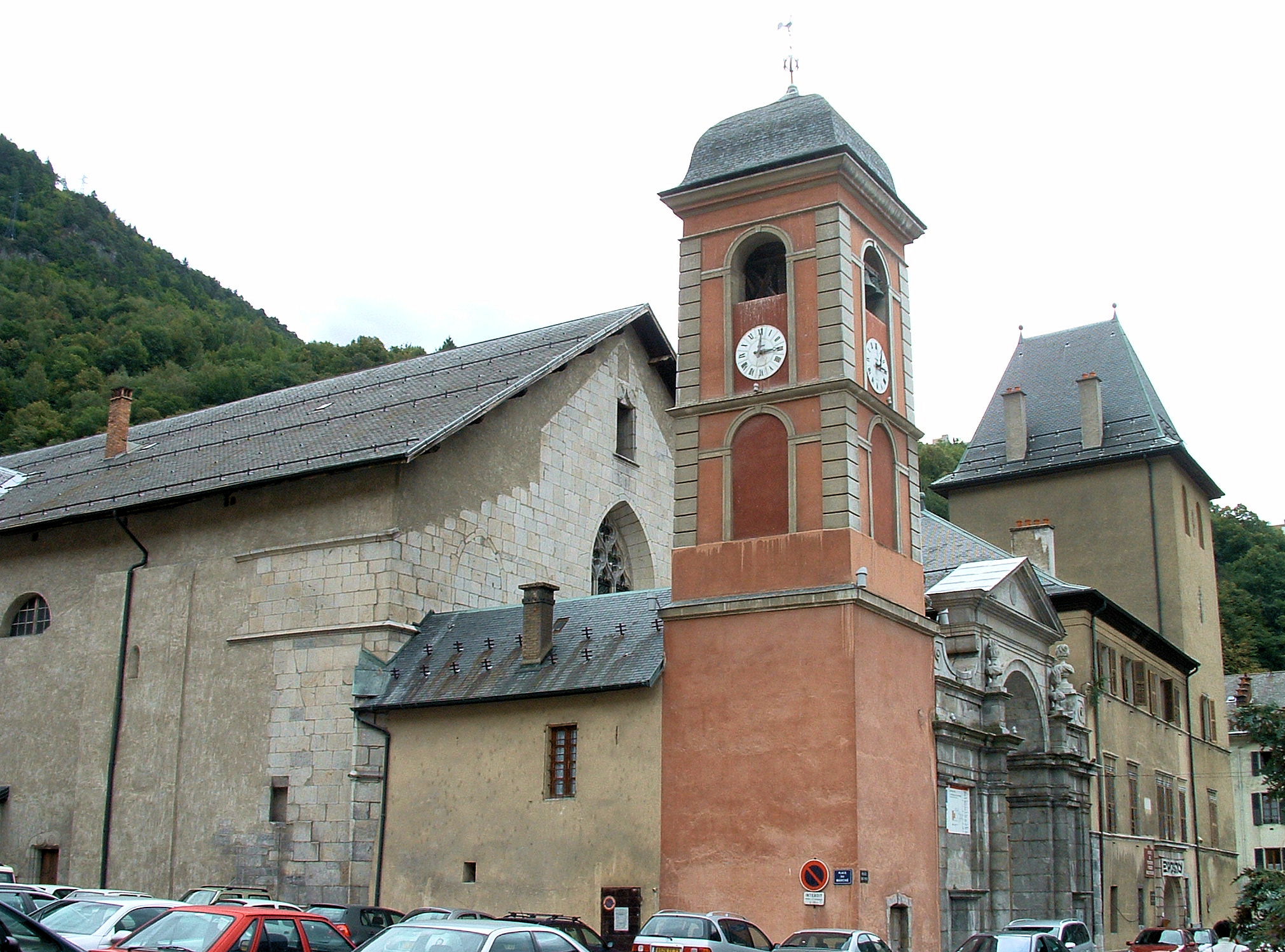
De kathedraal van Moûtiers, de zetel van het aartsbisschop

Het aartsbisdom Tarentaise (Latijn: Archidioecesis Tarantasiensis, Frans: Diocèse de Tarentaise) was een bisdom en aartsbisdom met de zetel in de stad Moûtiers in de vallei van Tarentaise in de regio Savoye in Frankrijk. Het werd in de 5e eeuw als bisdom gesticht en in 794 tot aartsbisdom verheven. In 1801 werd het bij het Concordaat van 1801 opgeheven. In 1825 werd het bisdom opnieuw opgericht. In 1966 werd het met de bisdommen Chambéry en Saint-Jean-de-Maurienne samengevoegd tot het aartsbisdom Chambéry-Maurienne-Tarentaise.

## Geschiedenis
Volgens legendes zou de Keltische stam de Centronen in de vijfde eeuw bezocht zijn door Jacobus Baradaeus, secretaris van Honoratus van Arles de aartsbisschop van Arles. Jacobus werd de eerste bisschop van Tarentaise, de hoofdstad van de Centronen. Hij hernoemde St. Marcellus tot zijn opvolger.
De eerste betrouwbare vermelding van het bisdom Tarentaise was in een brief van Paus Leo I op 5 mei 450 waarin deze de bisschop van Tarentaise onder het gezag van het Aartsbisdom Vienne liet vallen. Bij het Concilie van Frankfort van 794 werd er tegen deze beslissing bezwaar aangetekend. Dit bezwaar werd gesteund door Paus Symmachus en Paus Gregorius de Grote. Paus Leo III ging hier gedeeltelijk in mee.  De eerste historisch erkende aartsbisschop was Sanctiu die in 517 bij het concilie van Epaon aanwezig was. De hoofdstad van het aartsbisdom werd Tarentaise met drie suffragaanbisdommen: Aosta, Sion en Maurienne. Het primaat van de kerkprovincie Vienne bleef echter gehandhaafd. Vier eeuwen was deze indeling de oorzaak van conflicten tussen de aartsbisschoppen van Vienne en Tarentaise. 
De stad Tarentaise, toen bekend onder de naam Darantasia, werd in de tiende eeuw door de Saracenen verwoest. Daarom verplaatsten de aartsbisschoppen de residentie naar de rechteroever van de Isèrewaar ze verbleven in een moutier (klooster). Rond dit klooster ontstond in de tweede helft van de tiende eeuw de stad Moutiers
In de twaalfde eeuw waren de aartsbisschoppen van Tarentaise machtige soevereine heersers. In 1186 werden de aartsbisschoppen door een bul van Frederik Barbarossa benoemd tot Rijksvorst en vazal van het Heilige Roomse Rijk. Deze beslissing ging tegen de wens van Humbert III van Savoye. In 1358 legden aartsbisschop Jean de Bertrand en graaf Amadeus VI van Savoye de ruzie bij.
Van 1536 tot 1559 hoorde Tarentaise bij het koninkrijk Frankrijk. Van de zestiende tot de achttiende eeuw werd het nog vier keer tijdelijk door Frankrijk op het hertogdom Savoye veroverd. In 1792 werd het gebied onderdeel van het departement Mont Blanc. Het Verdrag van Parijs van 30 mei 1814 wees het gebied toe aan de koning van Sicilië, terwijl een de uitslag van het op 23 april 1860 gehouden referendum was dat het gebied aan Frankrijk teruggegeven moest worden. Het aartsbisdom Tarentaise kwam in 1792 tijdens de Franse Revolutie in de verdrukking. In 1825 werd in Moutiers als onderdeel van het bisdom Chambery een nieuw bisdom opgericht. Dit bisdom bleef in 1860 bestaan door een speciale clausule in het verdrag dat Savoye bij Frankrijk voegde.

## Aartsbisschoppen
Van de aartsbisschoppen van Tarentaise zijn enkelen het vermelden waard. Peter I (ca. 1130) de eerste cisterciënzer die aartsbisschop werd. In een smalle kloof richtte hij de Abdij van Tamié op waar pelgrims en reizigers konden schuilen. De cisterciënzer monnik Peter I van  Tarantaise (1141–74) startte de traditie van pain de Mai (meibrood) waarbij tot de tweede helft van de 18e eeuw gedurende de eerste 28 dagen van mei in Moutier door het bisdom gratis brood werd uitgedeeld. Dezelfde monnik zou paus Alexander III hebben verdedigd tegen keizer Frederik Barbarossa en tegenpaus Victor IV. Door zijn optreden bleven de zevenhonderd cisterciënzer abdijen trouw aan paus Alexander III. Die besloot daarom op 3 februari 1171 dat de aartsbisschoppelijke zetel van Tarentaise vanaf dat moment direct onder Rome zou vallen. Een andere bisschop was Peter III (1271–83). Aan aartsbisschop en later kardinaal Antoine de Chalant (1402–18) wordt de tekst Le livre du Roi Modus et de la reine Ratio, een traktaat over jagen, toegeschreven. Aartsbisschop en later kardinaal Jean d'Arces (1438–54) steunde tijdens het Concilie van Bazel hertog Amadeus VIII van Savoye (als tegenpaus bekend onder de naam Felix V) in zijn strijd tegen paus Eugenius IV. De kardinalen Christopher de la Rovére (1472–78) en Dominic de la Rovére (1478–83) wiens graf in de Santa Maria del Popolo in Rome een goed voorbeeld is van de Renaissance stijl. Aartsbisschop Germonio (1607–27) speelde een belangrijke rol in de zeventiende-eeuwse hervorming van de geestelijkheid. Zijn Commentaries en Acta Ecclesiæ Tarentasiensis waren belangrijke documenten van die tijd.

## Bekende parochianen
Onder de parochianen waren paus Nicolaas II die in 990 in het Château de Chevron geboren werd. Peter van Aigueblanche werd in 1240 aartsbisschop van Hereford in Engeland en was vijfentwintig jaar lang raadslid en minister van koning Hendrik III van Engeland. Paus Innocentius V werd in 1225 onder de naam Peter van Tarantaise in het bisdom geboren.